# Voïvodie de Podlachie
Ne doit pas être confondu avec Voïvodie de Podlachie (1513–1795).
La voïvodie de Podlachie (prononciation francophone : /pɔdlaʃi/), de Podlasie ou de Podlaquie (en polonais : Województwo podlaskie) est une des seize régions administratives (voïvodies) de la Pologne. Białystok est le chef-lieu de la voïvodie.
La voïvodie fut créée le 1er janvier 1999 à partir des anciennes voïvodies de Białystok et Łomża, ainsi que d’une partie de l’ancienne voïvodie de Suwałki, à la suite d'une loi de 1998 réorganisant le découpage administratif du pays. Elle se divise en dix-sept districts (powiats), dont trois villes possédant des droits de district, et 118 communes. Le nom de la voïvodie fait référence à la région historique de Podlachie (Podlasie).
La voïvodie a une superficie de 20 180 km2 et compte 1 221 000 habitants (2003) dont une minorité biélorusse ainsi qu'une petite communauté tatare d'ancienne présence.

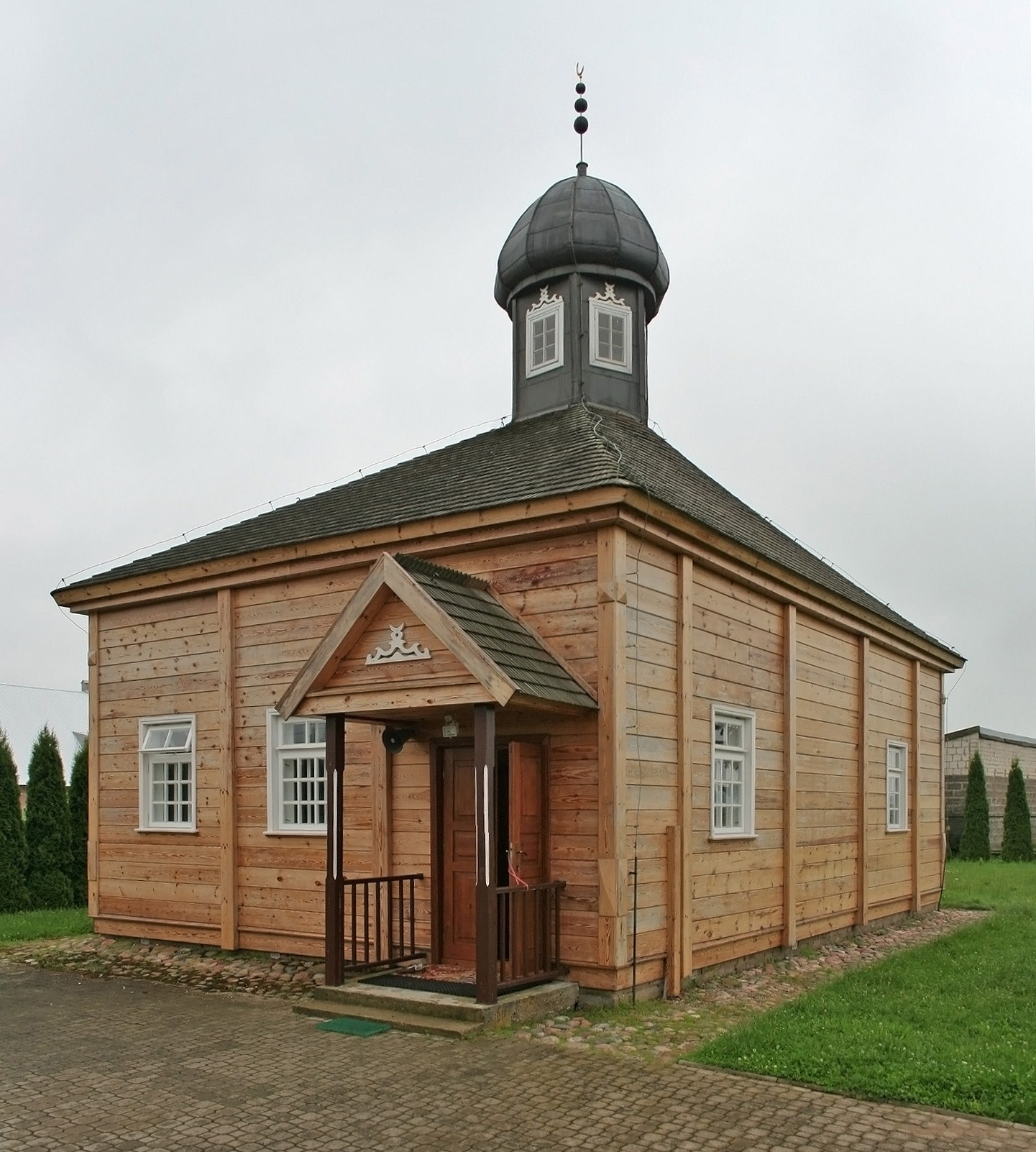
Mosquée tatare à Bohoniki.

## Étymologie
La voïvodie doit son nom à la région historique de Podlachie. Le nom de cette région remonte à l'époque à laquelle elle faisait partie du Grand-duché de Lituanie, le long de la frontière avec la province polonaise de Mazovie. L'expression pod Lachem signifierait Sous le bois ou le long de la frontière avec les Polonais. Le nom historique lituanien de la région, Palenke, a exactement la même signification.

## Géographie
La voïvodie de Podlachie se situe au nord-est de la Pologne. Elle a des frontières avec la Biélorussie, la Lituanie et les voïvodies de Lublin, de Mazovie et de Varmie-Mazurie. La Podlachie est la région polonaise ayant la densité de population la moins forte.

### Réserves naturelles
Les réserves naturelles recouvrent 1/3 du territoire. La voïvodie possède 4 parcs nationaux, 3 parcs paysagers, 88 réserves naturelles, 15 zones de paysages protégés. Elle a été consacrée poumon vert de la Pologne par l'UNESCO. Le parc national de Białowieża, qui est la seule réserve de bisons en Europe, a été déclaré réserve de la biosphère par l'UNESCO en 1977. En 1979, il a été inscrit au patrimoine mondial de l'humanité.
En 1995, l'UNESCO donne ce statut très envié à l'ensemble de la réserve naturelle. Celle-ci devient ainsi l'une des sept réserves naturelles transfrontalières primées sur la planète. Le parc national de la Biebrza est le plus grand parc de Pologne.

### Les plus grandes villes
Les plus grandes villes de la Voïvodie de Podlachie sont (population en 2003) :
- Białystok (287 400 habitants) ;
- Suwałki (70 000 habitants) ;
- Łomża (65 600 habitants) ;
- Augustów (30 600 habitants).

## Identité visuelle

Logo en vigueur jusqu'en 2009.
Nouveau logo.

## Politique
Le chef-lieu de la voïvodie est Białystok. Comme toutes les voïvodies, la Podlachie a un gouverneur provincial (wojewoda) nommé par le gouvernement polonais, ainsi qu'une assemblée élue (la diétine, sejmik) qui élit son propre exécutif, dirigé par son président, le maréchal, marszałek województwa.
Composition de la diétine (sejmik) de Podlachie à la suite des élections de 2024 :
|  |                   | Sièges |
|  | ----------------- | ------ |
|  | Droit et justice  | 15     |
|  | Coalition civique | 8      |
|  | Troisième voie    | 6      |
|  | Confédération     | 1      |

Composition de la diétine (sejmik) à la suite des élections de 2018 :
|  |                       | Sièges |
|  | --------------------- | ------ |
|  | Droit et justice      | 16     |
|  | Coalition civique     | 9      |
|  | Parti paysan polonais | 5      |

## Économie
En comparaison européenne, le produit intérieur brut (PIB) de la Podlachie atteint, en comparaison avec les autres régions européennes, un niveau de 37,5 (moyenne européenne=100).
La voïvodie de Podlachie compte 95 000 unités économiques (2002) s’occupant de :
- commerce et service de réparation 33,2 % ;
- agences immobilières et services aux entreprises 11,8 % ;
- secteur de la construction 10,5 % ;
- traitement industriel 9,7 % ;
- transport 8,3 % ;
- agriculture, vénerie, sylviculture 4,5 %.

L’industrie alimentaire joue un rôle principal, suivie de l’industrie légère et de l'industrie du bois sans oublier l’industrie mécanique.
Production industrielle (2002) :
- articles alimentaires et des boissons 46,2 % ;
- bois et produits dérivés 14,6 % ;
- production et approvisionnement en énergie électrique, gaz et eau courante 10,7 % ;
- production des machines 4,8 % ;
- textile 4,4 %.

L’agriculture est un secteur dominant de l’économie régionale. Il existe environ 120 000 fermes, avec une prédominance de petites exploitations. Les petites fermes se spécialisent en production intensive (horticulture, arboriculture fruitière), les grandes fermes favorisent l’élevage des bovins (surtout pour la production de lait) et la production du blé.
Le taux de chômage s’élève à 14,1 % (2003).

## Noms de famille les plus fréquents
- 1. Dąbrowski : 7 177
- 2. Kozłowski : 5 560
- 3. Zalewski : 5 165